# 수원보호관찰소 안산지소
수원보호관찰소 안산지소는 수원보호관찰소의 보호관찰, 사회봉사·수강명령 집행과 판결전조사·환경조사 및 범죄예방 활동 등의 업무를 분장·수행하기 위하여 설립된 대한민국 법무부 범죄예방정책국 예하 수원보호관찰소 소속기관으로 안산지소장(4급)은 서기관으로 보한다. 경기도 안산시 단원구 광덕대로 249에 위치하고 있다.